# Yann Menez
Bruno Menais (Sidi-Bel-Abbes, 22 de diciembre de 1943) es un escritor francés de origen argelino adscrito a los géneros de la ciencia ficción y policíaco. La mayoría de sus trabajos los ha realizado a través de la editorial Fleuve Noir, mientras que colaboró en la creación de la revista juvenil Piranhas; además, en 1980 fue finalista de la 33.ª versión del Gran premio de la literatura policíaca con su libro La Petite Fatigue.

## Obras
- Arphadax le Khour (1974).
- Appelez-moi Dieu… (1976).
- La Révolte des Logars (1975).
- Un monde de héros (1975).
- La Petite Fatigue (1979).
- Ballade pour un glandu (1980).
- Demandez le programme! (1980).
- La Vigne de Nanterre (publicado con su nombre real en 1996 por Casterman).
- Marketing à main armée.